# Bruce E. Melnick
Bruce E. Melnick, född 5 december 1949 i New York, är en amerikansk astronaut uttagen i astronautgrupp 12 den 5 juni 1987.

## Rymdfärder
- STS-41
- STS-49